# D’Sound
D’Sound – norweski zespół muzyczny założony w 1993 roku. Muzyka D’Sound jest określana jako acid jazz, soul, funk, pop i drum and bass.
Perkusista Kim Ofstad oraz basista Jonny Sjo poznali się w Berklee College of Music. D’Sound powstało w 1993 w Oslo z wokalistką Simone Larsen. Debiutancki album Spice of Life został wydany w 1997 roku i był nominowany do dwóch „Spellemannpriser”, norweskich odpowiedników Nagrody Grammy. Połączenie jazz-popu z elementami funky zostało dobrze przyjęte. Następny album Beauty is a Blessing został wydany w 1998 roku i wygrał nagrodę „Spellemannpris” dla „Najlepszej Norweskiej Grupy Muzyki Popularnej”. Stał się też platynowy, chociaż nie został nigdy wydany poza granicami kraju. Wpływy muzyczne przesunęły się trochę w kierunku drum'n'bassu i modern soulu. Drugi singel, Down on the Street, trafił na brytyjską klubową listę przebojów. Po rozszerzonej trasie koncertowej zespół ogłosił przerwę.
W 2000 D’Sound powróciło do wspólnej pracy w domowym studiu Jonny’ego Sjo. Po długim okresie pisania materiału został nagrany Talkin' Talk. D’Sound po raz pierwszy również produkowało album razem z współpracującym z nimi klawiszowcem, Steinem Austrudem. Talkin' Talk zostało zmiksowane w Virginia Beach (USA) przez Serban Ghenea, który współpracował m.in. z Janet Jackson i Princem. Jako główne wpływy podają Angie Stone, D’Angelo, Jill Scott i Erykah Badu. Zespół koncertował wspólnie z grupami The Brand New Heavies i Incognito.
18 stycznia 2010 grupa wydała kolejny album – Starts and Ends.

## Skład
- Simone Larsen (ur. 21 sierpnia 1970) - wokal
- Jonny Sjo (ur. 7 kwietnia 1969) - gitara basowa

### Byli członkowie
- Kim Ofstad (ur. 25 listopada 1969) – perkusja (w składzie do 2009)[4]

## Dyskografia

### Albumy
- Spice of Life (1997)
- Beauty is a Blessing (1998)
- Live At Rockefeller Music Hall - CD, DVD (1998)
- Talkin' Talk (2001)
- Doublehearted (2003)
- Smooth Escapes - The Very Best of D’Sound (2004)
- My Today (2005)
- Starts and Ends (2010)

### Single
- Universally
- If You Get Scared
- Come Back My Friend
- Give Myself Away
- I Just Can't Wait
- Breathe In Breathe Out
- Do I Need A Reason
- Talkin' Talk
- Sing My Name
- Disco Ironic
- Enjoy
- Beauty Is A Blessing
- Down On The Street
- Tattooed On My Mind
- Smoother Escape
- Smooth Escape
- Love Is On My Way
- Good Man Good Girl
- All I Wanna Do
- Slow Dancing French Kissing
- Real Name
- Green Eyes
- Birthday (gościnnie Tony Momrelle)
- Good Together

## Nagrody i wyróżnienia
| Rok  | Kategoria      | Tytułem              | Nagroda          | Nota      | Źródło |
| ---- | -------------- | -------------------- | ---------------- | --------- | ------ |
| 1997 | Arets nykommer | Spice of Life        | Spellemannprisen | Nominacja | [ 5 ]  |
| 1997 | Popgruppe      | Spice of Life        | Spellemannprisen | Nominacja | [ 5 ]  |
| 1998 | Popgruppe      | Beauty is a Blessing | Spellemannprisen | Laur      | [ 5 ]  |
| 2001 | Popgruppe      | Talkin' Talk         | Spellemannprisen | Nominacja | [ 5 ]  |
| 2003 | Popgruppe      | Doublehearted        | Spellemannprisen | Nominacja | [ 5 ]  |